# 조선의 내란과 외란
이 문서는 조선에서 발생한 각종 내란(쿠데타와 민란 등)과 외국과의 전쟁이나 분쟁에 대한 연혁을 정리한 것이다.
- 1388년 고려 우왕 14년 음력 5월, 우군 도통사 이성계 장군이 위화도 회군을 단행. 쿠데타로 고려의 실권을 장악함.
- 1398년 제1차 왕자의 난. 이방석이 세자에 책봉된 이후, 이성계의 다섯째 아들 이방원이 쿠데타를 일으켜 이복형제이자 이성계의 여덟째 아들인 이방석을 살해함. 이성계가 충격을 받고 둘째 아들 이방과에게 왕위를 물려줌. 정종 즉위.
- 1400년 제2차 왕자의 난. 두 왕자가 군대를 일으킴. 이방원이 형이자 이성계의 네째 아들인 이방석을 살해함. 정종은 이방원을 왕세제로 봉하고, 다시 왕위를 물려주고 상왕으로 조용하게 여생을 보냄.
- 1592년 임진년 선조 25년. 임진왜란 발발. 조선 최대의 외침. 당시 세계 최대의 조총 생산국 일본이 15만명의 군대를 부산쪽으로 침략함. 부산 상륙 후 20일 만에 서울 함락. 전쟁기간 7년. 조선과 명나라가 치명적 타격을 입음.
- 1623년 인조반정 발생. 쿠데타로 광해군을 몰아내고 인조가 즉위함. 광해군은 종신 유배형을 당함.
- 1624년 이괄의 난 발생. 쿠데타의 공신 이괄이 포상에 대해 불만을 품고 반란을 일으킴. 한양을 함락함. 결국 진압됨.
- 1627년 인조 5년 정묘호란 발생. 이괄의 잔당이 후금에 광해군의 억울함을 호소함. 광해군을 구한다면서 쳐들어 옴. 후금 태종의 왕자가 3만 군대를 이끌로 쳐들어 옴. 강화조약을 맺고 철군하는 후금 군대를 공격함.
- 1636년 병자호란. 전쟁기간 2개월. 청나라가 군신관계를 요구함. 조선은 선전포고를 하였고, 청 태종이 직접 10만 대군을 이끌고 쳐들어 옴. 삼전도(현재 송파구 삼전동)에서 인조가 항복함.